# Amae
Amae (jap. 甘え amae) – rzeczownik odczasownikowy w języku japońskim, pochodzący od czasownika amaeru oznaczającego: (1) „zachowanie jak rozkapryszonego dziecka”, (2) taki rodzaj „kokietowania mężczyzny przez kobietę”, (3) „wykorzystywanie, nadużywanie czyjejś dobroci, uprzejmości w sposób nieuczciwy”.
Słowo amae w znaczeniu m.in.: „braku samodzielności”, „zależności od innych”, „pobłażliwym uzależnieniu”, stało się szerzej znane dzięki książce japońskiego psychologa Takeo Doi (1920–2009), opublikowanej w 1971 roku pt.: „The Anatomy of Dependency” (甘えの構造, Amae no kōzō). Zawarł w niej swoją koncepcję dotyczącą stosunków we współczesnym społeczeństwie japońskim, koncentrując się w dużej mierze na amae – wewnętrznych uczuciach i zachowaniach, które ukazują wrodzone pragnienia, aby być rozumianym, hołubionym, dopieszczanym. Jest to pragnienie biernej zależności zwykle odnoszące się do zależności dziecka od matki, jego niechęci do opuszczenia ochrony z jej strony. Amae odnosi się do japońskiego „poczucia siebie”. Japończycy dzielą swoje życie na część wewnętrzną i zewnętrzną. Każda z nich ma własne, odrębne standardy zachowań i nikt nie odczuwa najmniejszej dziwności w tej rozbieżności.